# Hagah
hagah (com inicial minúscula) é um portal de internet especializado em anúncios de serviços diversos na Região Metropolitana de Porto Alegre e interior do Rio Grande do Sul. Fora lançado pelo Grupo RBS em 2006, fazendo parte do portfólio da e.Bricks Digital.
Funciona como um serviço de classificados online, contendo endereços e telefones de diversos estabelecimentos, profissionais liberais e empresas de prestação de serviços, tais como restaurantes, cabeleireiros, chaveiros, etc.

## Venda do produto
Em janeiro de 2016, o hagah foi adquirido pelo grupo Squaregroup Desenvolvimento de Sistemas Web (Reweb).